# エフエム和歌山
特定非営利活動法人エフエム和歌山（エフエムわかやま）は、和歌山県和歌山市、岩出市の全域、および山間部を除く海南市、紀の川市の一部地域を放送区域として超短波放送（FM放送）をする特定地上基幹放送事業者である。
バナナエフエムの愛称でコミュニティ放送をしている。

## 概要
- エフエム和歌山が開局するまで、県庁所在地にNHK以外の県域放送・コミュニティ放送の両方が無いのは、和歌山市のみであった（1994年の世界リゾート博開催時に（FMリゾートわかやま　JOYZ-FM）が、1995年の八代将軍吉宗展の際に（FM吉宗、JOYZ7A-FM）がイベント放送局として開局したことはある。）。
- 2008年3月15日から試験電波を発射、和歌山市の約90%、岩出市の約90%、紀の川市の約50%の合わせて16万4,000世帯で聴取できると想定。4月1日午前10時より放送を開始[1]。
- 送信所は和歌山市中心部で、100ｍの高さがあるモンティグレ屋上にある。
- 周波数87.7MHzの語呂合わせで、愛称は「バナナFM」。キャッチフレーズは、「Sweet Banana FM」
- 可聴地域は、和歌山市全域、岩出市、紀の川市、海南市の各一部[2]としていたが、2019年2月25日に、送信アンテナの制御を取り外し、放送エリアの拡大が行われた。その結果、可聴地域は岩出市の全域、山間部を除く海南市、紀の川市の一部地域まで広がった他、和歌山市内でも、難聴地域の解消が行われた。聴取可能人口は、県人口の約50%となる。[3]
- オープニングの音楽は、ロドリーゴ「ある貴紳のための幻想曲 第3楽章 松明の踊り」の序盤。クロージングは、グリーグ「ピアノ協奏曲第1番・第3楽章」の終盤である。これらの曲はテレビ和歌山でも、和歌山県民歌に変更されるまでアナログ放送時代のクロージング音楽として使用されていた。
- 毎週水曜日12時15分頃に、FM TANABEと回線を繋いで同時生放送を行っている。
- 2011年6月1日より、SimulRadioに参加しインターネットラジオが開始された。
- 2011年12月、公式アンドロイドアプリを発表した。手軽に自分の声を録音、送信し、アプリで録音された声が放送されるという、全国初の取り組みを行なっている。
- 2011年3月、公式iPhone用アプリを発表した。Androidアプリと同様の機能がある。
- 2012年6月、和歌山市と防災協定を締結した。これにより、市内のトランペットスピーカーや戸別受信機から流れる防災無線が和歌山市から流された際、エフエム和歌山の放送が強制的に切り替わり、防災無線と同じ音声がエフエム和歌山で放送される。放送される内容は地震や津波、Jアラート等の各種警報の発令である。また、テストを兼ねて、毎日17時に防災無線から流れる時報と「夕やけこやけ」の音楽も、エフエム和歌山の電波から放送される。
- 2013年5月、緊急告知ラジオ販売開始：気象警報、地震などのJ-アラートが防災無線から流れると自動的にラジオの電源が入り、他局を受信していてもバナナＦＭに変わり防災放送が大音量で聴こえる。放送システムとラジオの販売は、公的機関の援助を受けず全てバナナエフエム自社開発と独自の販売告知で行なっている。
- 2015年7月、新しい自社iPhoneアプリとアンドロイドアプリを公開した。サイマルラジオを本アプリで聴くだけでラジオネームが送信され、聴くだけでラジオから名前を呼びかけられる仕組みになっている。現在は公開されておらず、同機能はWeb（ブラウザ）から可能となっている。
- 2017年7月から一部の番組で人工知能を使用し合成音声で放送を開始[4]。
- 2017年12月、Amazon Echo向け、Alexaスキルを公開。「エフエム和歌山」スキルを開けば、エフエム和歌山のサイマルラジオがストリーミング再生される[5]。
- 2022年4月から、ミュージックバード系列の番組を放送している。

## 人工知能アナウンサー

### 概要
人工知能のTTS（Text To Speech）を使った、ニュース、天気予報、音楽番組、占い、災害特番の放送を行っている。
人工知能はAWS（Amazon Web Services）のAmazon Pollyを利用している。
また、エフエム和歌山製作のシステムによって、ニュース、天気予報の文章取得、推敲、再生まで
全ての工程をオートメーション化し、完全無人による放送を可能にしている。
その為、人的要因で放送が困難だった時間帯を中心に、人工知能アナウンサーによる放送を行っている。
（日中は、他の放送局と同様に、人間によるニュース、天気予報を行っている）
人工知能アナウンサーは女性の声は「ナナコ」男性は「八太郎」と名乗っており、時折和歌山弁で話す事もある。
従来のTTSのシステムによるニュース放送は存在したが、
AI（ディープラーニング）を用いたTTSによるラジオ放送は初としている。

### 災害特番
災害発生時は、人工知能による放送を用いる事で、ディレクター1名で放送が可能となる。
スタッフ、アナウンサー不在の場合に放送が可能である。
24時間、災害用の原稿をアナウンスし続ける事が可能。
また、ナナコによる災害アナウンスは、日本語・英語のバイリンガルで放送する事ができる。
大雨、台風などの災害から、激甚災害後の、数か月の間、生活情報などを延々と放送し続ける。
深夜、早朝を問わず、常に災害情報を放送する事で、リスナーはラジオを付ければ必ず災害放送を聴く事ができる。
従来のラジオでは、重要な情報を聴くには、ニュース時間まで待つ必要があったが、災害時におけるラジオの聴き方を変えたとしている。
平成29年度は、台風18号、21号、22号の3回活躍した。
平成30年度は、平成30年7月豪雨（西日本豪雨）や、台風20号、台風21号などで活躍した。

## スタジオ
- 1階：ミュージックスタジオ…主に音楽演奏番組や演奏収録に使用
- 2階：スウィートスタジオ…サブ・主に番組収録や生番組に使用
- 3階：バナナスタジオ…マスターサブ・主にニュース・天気予報・交通情報など生放送に使用
- 紀三井寺寺務所内：簡易サテライトスタジオ
- 休暇村紀州加太内：簡易サテライトスタジオ
- 高野山観光協会内：簡易サテライトスタジオ
- 岬町道の駅夢灯台：丘の上食堂内公開サテライトスタジオ
- トリプルセブン ようへい：セブン サウンド サテライト スタジオ
- 南紀サテライトスタジオ：太地町を中心に紀南のイベントなどをリポート　簡易サテライトスタジオ
- 出前中継：COMET STUDIOによる移動中継車

## 番組表

### 月曜日 - 金曜日
| 時 | 月曜日 | 火曜日 | 水曜日 | 木曜日 | 金曜日 |
| -- | --- | --- | --- | --- | --- |
| 5  | BANANA ラジオ聞き放題 | BANANA ラジオ聞き放題 | BANANA ラジオ聞き放題 | BANANA ラジオ聞き放題 | BANANA ラジオ聞き放題 |
| 6  | Morning Community | Morning Community | Morning Community | Morning Community | Morning Community |
| 7  | Banana Morning Delight 7:30 和歌山弁ラジオ体操 7:34 和歌山の校歌 7:38 職場の教養 7:44 AIナナコ天気予報 7:50 AIナナコ占い 7:55 和歌山ふるさとの歌                                                           | Banana Morning Delight 7:30 和歌山弁ラジオ体操 7:34 和歌山の校歌 7:38 職場の教養 7:44 AIナナコ天気予報 7:50 AIナナコ占い 7:55 和歌山ふるさとの歌                                                           | Banana Morning Delight 7:30 和歌山弁ラジオ体操 7:34 和歌山の校歌 7:38 職場の教養 7:44 AIナナコ天気予報 7:50 AIナナコ占い 7:55 和歌山ふるさとの歌                                                           | Banana Morning Delight 7:30 和歌山弁ラジオ体操 7:34 和歌山の校歌 7:38 職場の教養 7:44 AIナナコ天気予報 7:50 AIナナコ占い 7:55 和歌山ふるさとの歌                                                           | Banana Morning Delight 7:30 和歌山弁ラジオ体操 7:34 和歌山の校歌 7:38 職場の教養 7:44 AIナナコ天気予報 7:50 AIナナコ占い 7:55 和歌山ふるさとの歌                                                           |
| 8  | いってらっしゃい!ハッピーモーニング（祝日の場合はBANANAスイートミュージック） 8:05頃 交通情報 8:35頃 交通情報 9:00 （木）紀三井寺サテライト中継                                                            | いってらっしゃい!ハッピーモーニング（祝日の場合はBANANAスイートミュージック） 8:05頃 交通情報 8:35頃 交通情報 9:00 （木）紀三井寺サテライト中継                                                            | いってらっしゃい!ハッピーモーニング（祝日の場合はBANANAスイートミュージック） 8:05頃 交通情報 8:35頃 交通情報 9:00 （木）紀三井寺サテライト中継                                                            | いってらっしゃい!ハッピーモーニング（祝日の場合はBANANAスイートミュージック） 8:05頃 交通情報 8:35頃 交通情報 9:00 （木）紀三井寺サテライト中継                                                            | いってらっしゃい!ハッピーモーニング（祝日の場合はBANANAスイートミュージック） 8:05頃 交通情報 8:35頃 交通情報 9:00 （木）紀三井寺サテライト中継                                                            |
| 9  | いってらっしゃい!ハッピーモーニング（祝日の場合はBANANAスイートミュージック） 8:05頃 交通情報 8:35頃 交通情報 9:00 （木）紀三井寺サテライト中継                                                            | いってらっしゃい!ハッピーモーニング（祝日の場合はBANANAスイートミュージック） 8:05頃 交通情報 8:35頃 交通情報 9:00 （木）紀三井寺サテライト中継                                                            | いってらっしゃい!ハッピーモーニング（祝日の場合はBANANAスイートミュージック） 8:05頃 交通情報 8:35頃 交通情報 9:00 （木）紀三井寺サテライト中継                                                            | いってらっしゃい!ハッピーモーニング（祝日の場合はBANANAスイートミュージック） 8:05頃 交通情報 8:35頃 交通情報 9:00 （木）紀三井寺サテライト中継                                                            | いってらっしゃい!ハッピーモーニング（祝日の場合はBANANAスイートミュージック） 8:05頃 交通情報 8:35頃 交通情報 9:00 （木）紀三井寺サテライト中継                                                            |
| 10 | さちこのミュージック ライブラリー | 内川樺月のHappyアンテナ | のりこのおいしくな〜れ | Stand by U | 宝子のミュージックライフ |
| 11 | ランチブレイク・ラジオと一緒（金曜日は（M）） 11:10（火）高野山観光協会中継 （水）FM TANABEクロストーク 12:10（火）ムビチカのシネマワールド 12:30（火）南紀サテライト中継                                  | ランチブレイク・ラジオと一緒（金曜日は（M）） 11:10（火）高野山観光協会中継 （水）FM TANABEクロストーク 12:10（火）ムビチカのシネマワールド 12:30（火）南紀サテライト中継                                  | ランチブレイク・ラジオと一緒（金曜日は（M）） 11:10（火）高野山観光協会中継 （水）FM TANABEクロストーク 12:10（火）ムビチカのシネマワールド 12:30（火）南紀サテライト中継                                  | ランチブレイク・ラジオと一緒（金曜日は（M）） 11:10（火）高野山観光協会中継 （水）FM TANABEクロストーク 12:10（火）ムビチカのシネマワールド 12:30（火）南紀サテライト中継                                  | ランチブレイク・ラジオと一緒（金曜日は（M）） 11:10（火）高野山観光協会中継 （水）FM TANABEクロストーク 12:10（火）ムビチカのシネマワールド 12:30（火）南紀サテライト中継                                  |
| 12 | ランチブレイク・ラジオと一緒（金曜日は（M）） 11:10（火）高野山観光協会中継 （水）FM TANABEクロストーク 12:10（火）ムビチカのシネマワールド 12:30（火）南紀サテライト中継                                  | ランチブレイク・ラジオと一緒（金曜日は（M）） 11:10（火）高野山観光協会中継 （水）FM TANABEクロストーク 12:10（火）ムビチカのシネマワールド 12:30（火）南紀サテライト中継                                  | ランチブレイク・ラジオと一緒（金曜日は（M）） 11:10（火）高野山観光協会中継 （水）FM TANABEクロストーク 12:10（火）ムビチカのシネマワールド 12:30（火）南紀サテライト中継                                  | ランチブレイク・ラジオと一緒（金曜日は（M）） 11:10（火）高野山観光協会中継 （水）FM TANABEクロストーク 12:10（火）ムビチカのシネマワールド 12:30（火）南紀サテライト中継                                  | ランチブレイク・ラジオと一緒（金曜日は（M）） 11:10（火）高野山観光協会中継 （水）FM TANABEクロストーク 12:10（火）ムビチカのシネマワールド 12:30（火）南紀サテライト中継                                  |
| 13 | うわちかの知らんことばっかり | オヤジの底ヂカラ | 笑ってゆるして俳句 | まだまだランチブレイク | 青春の輝き |
| 14 | 孤独のジビエ | Banana Jam | Banana Jam | Banana Jam | ちよまる・まことの釣りもていこら |
| 15 | 魔女優菜のやいやい言うわよ! | Banana Jam | Banana Jam | Banana Jam | FPのマネータイムズ |
| 16 | Banana Groove Evening 16:01 AIナナコ ミュージック（金）おやすみものがたり 16:36 和歌山弁ラジオ体操 16:40 AIナナコ 天気予報 16:46 AIナナコ 和歌山新報NEWS 16:51頃 和歌山の校歌 16:55 防災インフォメーション | Banana Groove Evening 16:01 AIナナコ ミュージック（金）おやすみものがたり 16:36 和歌山弁ラジオ体操 16:40 AIナナコ 天気予報 16:46 AIナナコ 和歌山新報NEWS 16:51頃 和歌山の校歌 16:55 防災インフォメーション | Banana Groove Evening 16:01 AIナナコ ミュージック（金）おやすみものがたり 16:36 和歌山弁ラジオ体操 16:40 AIナナコ 天気予報 16:46 AIナナコ 和歌山新報NEWS 16:51頃 和歌山の校歌 16:55 防災インフォメーション | Banana Groove Evening 16:01 AIナナコ ミュージック（金）おやすみものがたり 16:36 和歌山弁ラジオ体操 16:40 AIナナコ 天気予報 16:46 AIナナコ 和歌山新報NEWS 16:51頃 和歌山の校歌 16:55 防災インフォメーション | Banana Groove Evening 16:01 AIナナコ ミュージック（金）おやすみものがたり 16:36 和歌山弁ラジオ体操 16:40 AIナナコ 天気予報 16:46 AIナナコ 和歌山新報NEWS 16:51頃 和歌山の校歌 16:55 防災インフォメーション |
| 17 | Bananaドライビングミュージック 17:00 和歌山市防災無線テスト放送 17:05頃 交通情報 17:35頃 交通情報 18:05頃 交通情報 18:35頃 交通情報                                                                        | Bananaドライビングミュージック 17:00 和歌山市防災無線テスト放送 17:05頃 交通情報 17:35頃 交通情報 18:05頃 交通情報 18:35頃 交通情報                                                                        | Bananaドライビングミュージック 17:00 和歌山市防災無線テスト放送 17:05頃 交通情報 17:35頃 交通情報 18:05頃 交通情報 18:35頃 交通情報                                                                        | Bananaドライビングミュージック 17:00 和歌山市防災無線テスト放送 17:05頃 交通情報 17:35頃 交通情報 18:05頃 交通情報 18:35頃 交通情報                                                                        | Bananaドライビングミュージック 17:00 和歌山市防災無線テスト放送 17:05頃 交通情報 17:35頃 交通情報 18:05頃 交通情報 18:35頃 交通情報                                                                        |
| 18 | Bananaドライビングミュージック 17:00 和歌山市防災無線テスト放送 17:05頃 交通情報 17:35頃 交通情報 18:05頃 交通情報 18:35頃 交通情報                                                                        | Bananaドライビングミュージック 17:00 和歌山市防災無線テスト放送 17:05頃 交通情報 17:35頃 交通情報 18:05頃 交通情報 18:35頃 交通情報                                                                        | Bananaドライビングミュージック 17:00 和歌山市防災無線テスト放送 17:05頃 交通情報 17:35頃 交通情報 18:05頃 交通情報 18:35頃 交通情報                                                                        | Bananaドライビングミュージック 17:00 和歌山市防災無線テスト放送 17:05頃 交通情報 17:35頃 交通情報 18:05頃 交通情報 18:35頃 交通情報                                                                        | Bananaドライビングミュージック 17:00 和歌山市防災無線テスト放送 17:05頃 交通情報 17:35頃 交通情報 18:05頃 交通情報 18:35頃 交通情報                                                                        |
| 19 | オトコなんてシャボン玉 | 777-トリプルセブン- | ゴルフの鉄人 | 週刊Nobbyタイムズ | 天の羊 地球の見る夢 |
| 20 | オトコなんてシャボン玉 | 和歌山ミライ研究所 | ゴルフの鉄人 | 週刊Nobbyタイムズ | 理美のWine Life |
| 21 | 大西貴文のTHE NITE | 大西貴文のTHE NITE | 大西貴文のTHE NITE | 大西貴文のTHE NITE | 大西貴文のTHE NITE |
| 22 | 大西貴文のTHE NITE | 大西貴文のTHE NITE | 大西貴文のTHE NITE | 大西貴文のTHE NITE | 大西貴文のTHE NITE |
| 23 | 大西貴文のTHE NITE | 大西貴文のTHE NITE | 大西貴文のTHE NITE | 大西貴文のTHE NITE | 大西貴文のTHE NITE |
| 0  | BANANA ラジオ聞き放題 | BANANA ラジオ聞き放題 | BANANA ラジオ聞き放題 | BANANA ラジオ聞き放題 | BANANA ラジオ聞き放題 |

### 土曜日・日曜日
| 時 | 土曜日 | 日曜日 |
| -- | --- | --- |
| 5  | Banana ラジオ聞き放題 | Banana ラジオ聞き放題 |
| 6  | Banana ラジオ聞き放題 | Banana ラジオ聞き放題 |
| 7  | Banana Weekend Morning 7:30 和歌山弁ラジオ体操 7:34 和歌山の校歌 7:38 職場の教養 7:43/7:44 AIナナコ天気予報 7:47 おやすみものがたり（土）（再） 7:50（日）AIナナコ占い 7:55（日）防災インフォメーション | Banana Weekend Morning 7:30 和歌山弁ラジオ体操 7:34 和歌山の校歌 7:38 職場の教養 7:43/7:44 AIナナコ天気予報 7:47 おやすみものがたり（土）（再） 7:50（日）AIナナコ占い 7:55（日）防災インフォメーション |
| 8  | おはようサタデー 思いのままに～ミュージックサンキュー～ | おはようサンデー |
| 9  | 笑ってゆるして俳句（再） | 魔女優菜のやいやい言うわよ！（再） |
| 10 | Brand-new Saturday | オヤジの底ヂカラ（再） |
| 11 | Brand-new Saturday | 和歌山ミライ研究所（再） |
| 12 | のりこのおいしくな〜れ（再） | ちよまる・まことの釣りもていこら（再） |
| 13 | あの頃青春グラフィティ | まだまだランチブレイク（再） |
| 14 | あの頃青春グラフィティ | 青春の輝き（再） |
| 15 | あの頃青春グラフィティ | 内川樺月のHappyアンテナ（再） |
| 16 | うわちかの知らんことばっかり（再） | JP TOP 20 |
| 17 | FPのマネータイムズ（再） | JP TOP 20 |
| 18 | 宝子のミュージックライフ（再） | ゴルフの鉄人（再） |
| 19 | 天の羊 地球の見る夢（再） | ゴルフの鉄人（再） |
| 20 | 牧山純子サウンドマリーナ | Stand by U（再） |
| 21 | 理美のWine Life（再） | 孤独のジビエ（再） |
| 22 | TABARU Love Emotion | オトコなんてシャボン玉（再） |
| 23 | 雨のモダンジャズタイム | オトコなんてシャボン玉（再） |
| 0  | BANANA ラジオ聞き放題 | BANANA ラジオ聞き放題 |

太字は生放送（祝日の場合は収録放送）
斜体はミュージックバード

## 受賞歴
日本コミュニティ放送協会（JCBA）近畿地区協議会
- 第12回近畿コミュニティ放送賞[6]
  - 「おはなしのまち　わかやま　さんぽみち」 情報教養番組部門・最優秀賞[7]
  - 「セラヴィ神前　日記編」 CM部門・優秀賞
- 第13回近畿コミュニティ放送賞[8]
  - 「KOUKA100％　海南第一・第二中学校編」 特別番組部門・最優秀賞
  - 「スペシャルバナナイベント中継 いのちのうた編」 放送活動部門・優秀賞
- 第14回近畿コミュニティ放送賞[9]
  - 「朝の和歌山弁講座」 娯楽番組部門・優秀賞
  - 「かんぽ生命保険　レギュラー編」 CM部門・優秀賞
- 第15回近畿コミュニティ放送賞[10]
  - 「和歌山防災びと」情報教養部門・最優秀賞
  - 「和歌山市防災無線を同時放送する仕組みと緊急放送事例」 放送活動部門・最優秀賞
- 第17回近畿コミュニティ放送賞[11]
  - 「平松総合調査事務所　修羅場編」 CM部門・最優秀賞
  - 「上きしや　ゆったり編　ボサノバ編」 CMソング部門・最優秀賞

総務省
- 平成30年度　電波の日近畿総合通信局長表彰[12]